# Kabupaten d'Aceh Besar

Localisation dans la province d'Aceh.

Le kabupaten d'Aceh Besar (ou kabupaten du grand Aceh) est un kabupaten de la province d'Aceh. Il est situé à la pointe ouest de l'île de Sumatra.
Il se compose de 23 districts et 618 villages. Sa population était de 418 467 habitants en 2019.

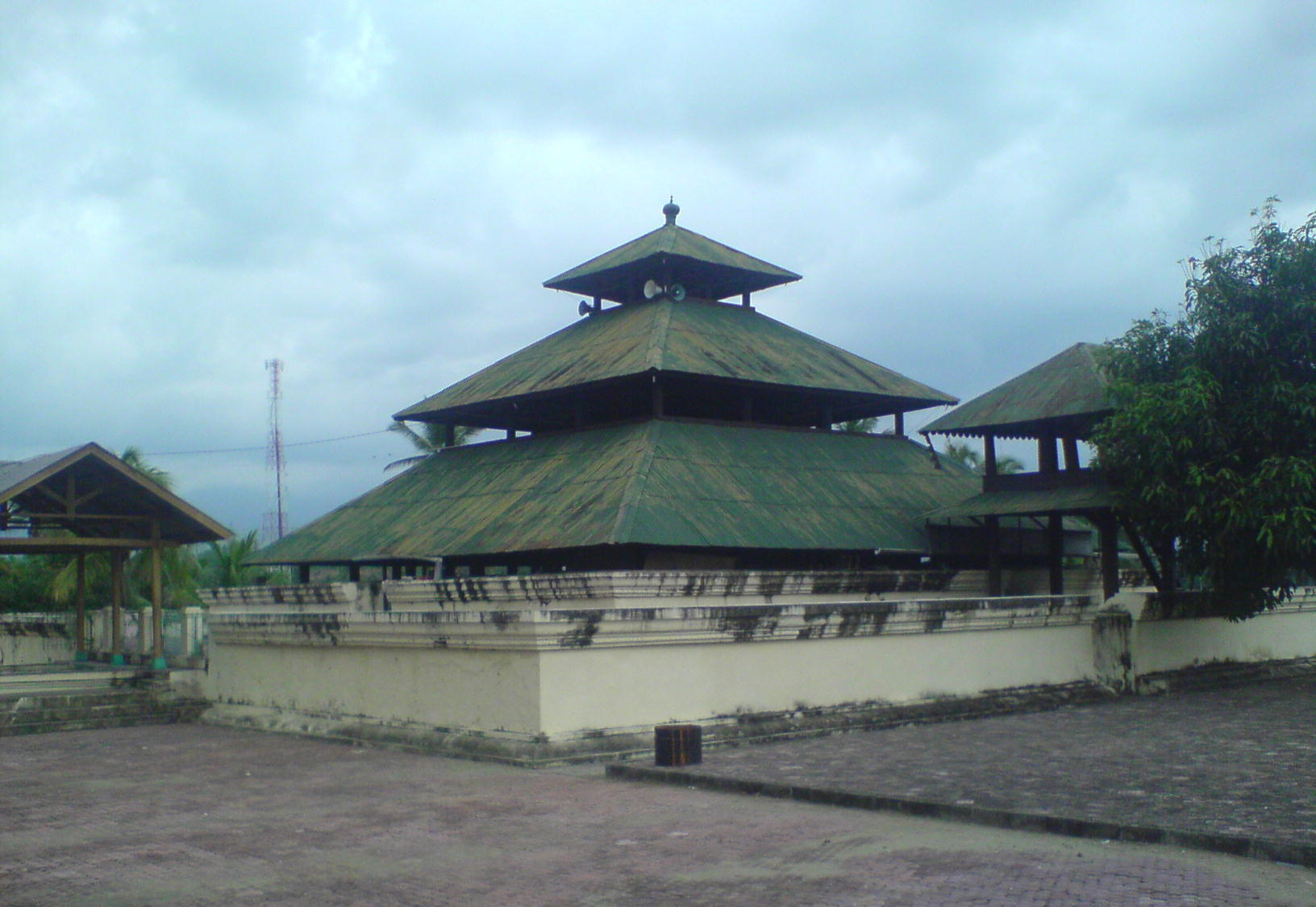
Mosquée Indra Puri à Indra Puri, régence d'Aceh Besar